# Spiralstrahlmühle

Schnittbild Dichtbettstrahlmühle

Die Spiralstrahlmühle ist, in der Verfahrenstechnik am häufigsten zur Mikronisierung von Pulvern eingesetzte Form der Strahlmühle. Baugrößen von der kleinsten Laboreinheit für Produktproben und besonders wertvolle Ausgangsprodukte von nur wenigen Gramm bis hin zu Produktionsmaschine mit mehreren Tonnen Durchsatz pro Stunde werden in zahlreichen Industriezweigen eingesetzt.
Der Mahlvorgang erfolgt bei Spiralstrahlmühlen durch die gezielte Kollision der Partikel, die in der Mahlkammer unter kontrollierten Druck- und Temperaturverhältnissen aufeinander treffen.

## Geschichte
Strahlmühlen mit flachen, runden Mahlkammern waren bereits in den 1950er-Jahren bekannt.

## Funktionsweise und Betrieb einer konventionelle Spiralstrahlmühle
Die Bezeichnung dieser Strahlmühlenart leitet sich aus dem prinzipiellen Aufbau der Maschine ab. Am Umfang einer runden, relativ flachen Mahlkammer sind mehrere Düsen tangential angeordnet. Die Strömung des hierüber eintretenden Mahlgases bildet sich spiralförmig aus. Über einen Injektor wird das Produkt der Mahlkammer zugeführt. Das Mahlgut wird von den aus den speziell ausgebildeten Mahldüsen austretenden Gasstrahlen erfasst, beschleunigt und durch gegenseitige Teilchenstöße zerkleinert. Über ein im Zentrum der Mahlkammer positioniertes Tauchrohr wird das mikronisierte Pulver einer statischen Sichtung unterzogen. Feines Produkt wird aus der Maschine ausgetragen, zu grobe Partikel werden einer erneuten Mahlbeanspruchung unterzogen. Die Einstellung der gewünschten Mahlfeinheit erfolgt über die Strahlbeladung also den Produktdurchsatz. Je höher die Beladung, desto gröber das Mahlergebnis.
Für eine möglichst perfekte Mikronisierung und ein Ergebnis, in dem das Produkt die gewünschte Partikelgröße erreicht, ohne dass ein unverhältnismäßig hoher Energieeinsatz notwendig ist, ist eine Überwachung des Mahlprozesses mittels eines Pitotrohrs empfehlenswert. Da starke Druckschwankungen zu einem instabilen Strömungsvorgang führen, ermöglicht die Messung des Gesamtdrucks, wenn nötig Korrekturender Einstellungen, um so die Mahlbedingungen konstant zu halten.
Eine weiterentwickelte und optimierte Version einer Spiralstrahlmühle wurde mithilfe eines dynamischen Windsichters geschaffen: In einer Dichtbettstrahlmühle sind die Funktionen „Mahlen“ und „Sichten“ durch ein zusätzlich eingebautes Sichterrad voneinander getrennt.

## Funktionsweise einer Dichtbettstrahlmühle
Auch hier wird das Mahlgas ringförmig über die Düsen in den Mahlraum geführt und entspannt, wobei sich Strahlen hoher Geschwindigkeit ausbilden. Das eingebrachte Mahlgut wird von den Gasstrahlen erfasst, beschleunigt und durch Teilchen-Teilchen-Stöße zerkleinert. Vom entspannten Mahlgas werden die beanspruchten Partikel zum Sichtrad transportiert, welches über einen frequenzgeregelten Motor angetrieben wird. Die gewünschte Zielfeinheit wird über die Drehzahl des Sichtrades voreingestellt. Die feinen Produktpartikel werden über das Sichtrad aus der Maschine ausgetragen; zu grobe Partikel werden vom Sichtrad abgewiesen und gelangen so wieder in die produktbeladenen Gasstrahlen zur erneuten Beanspruchung. Dabei unterstützt die im Mahlraum sich ausbildende kreisförmige Gutbewegung die Beladung der Strahlen mit Partikeln.

## Einsatzgebiet
Aufgrund der kompakten Bauweise und der nahezu rückstandslosen Produktvermahlung ist eine Spiralstrahlmühle häufig bei der Verarbeitung von pharmazeutischen Wirk- und Füllstoffen, Schädlingsbekämpfungsmitteln und Trockenschmierstoffen eingesetzt. Ebenso wird sie bei der Herstellung von Kosmetik verwandt und der Produktion von Pigmentpräparaten.